# Calodexia valera
Calodexia valera är en tvåvingeart som beskrevs av Charles Howard Curran 1934. Calodexia valera ingår i släktet Calodexia och familjen parasitflugor.
Artens utbredningsområde är Venezuela. Inga underarter finns listade.